# Poey-d'Oloron
Poey-d'Oloron är en kommun i departementet Pyrénées-Atlantiques i regionen Nouvelle-Aquitaine i sydvästra Frankrike. Kommunen ligger i kantonen Oloron-Sainte-Marie-Est som tillhör arrondissementet Oloron-Sainte-Marie. År 2022 hade Poey-d'Oloron 165 invånare.

## Befolkningsutveckling
Antalet invånare i kommunen Poey-d'Oloron
| Referens: INSEE |